# Mira Magen
Mira Magen (* 1950, Kfar Saba, Izrael) je izraelská spisovatelka píšící v hebrejštině.

## Život
Mira Magen se narodila na začátku 50. let 20. století v Kfar Sabě v ortodoxní židovské rodině. Je řazena mezi nábožensky založené spisovatele, jedná se tedy o autorku praktikující židovské náboženství. Vystudovala psychologii a sociologii na univerzitě v Beer Ševě, několik let pracovala jako učitelka, poté byla zaměstnána v izraelské národní agentuře sociálního zabezpečení. Dlouho dobu se věnovala také práci ve zdravotnictví a svou literární tvorbu zahájila až v 90. letech. V současnosti žije v Jeruzalémě a přednáší na Hebrejské univerzitě, kde vede kurz tvůrčího psaní.
Za svou literární činnost získala v roce 2005 Cenu předsedy vlády. 

## Dílo
V roce 1994 jí vyšla první sbírka povídek pod názvem Dopnuti až ke krku, avšak její další literární kroky ji zavedly k tvorbě románové. Její knihy byly přeloženy do němčiny, francouzštiny, italštiny.

### Povídky
- Kaftorim rechusim hejtev (Dopnuti až ke krku), Keter 1994

### Romány
- Al take ba-kir (Nebuš do té zdi), ha-Kibuc ha-meuchad 1997
- Be-šochvi uve-kumi, iša (Žena, kam se podíváš), Keter 2000
- Mal’achejha nirdemu kulam (Všichni její andělé usnuli), Keter 2003
- Parparim ba-gešem (Motýli v dešti), Keter 2005
- Jamim jagidu, Anna (Čas vše ukáže), Keter 2008

#### Motýli v dešti
Román Motýli v dešti byl vydán v roce 2005 a autorka za něj získala Cenu předsedy vlády. Tématem románu jsou události, které měly být zapomenuty, avšak náhlý návrat blízké osoby, která byla jejich hlavním strůjcem, znovu otevírá bránu minulosti. Kniha zachycuje tři dny Urii Adama, řadového lékaře, který je velmi neprůbojný, což se projevuje jak v jeho osobním, tak pracovním životě. Jednoho rána je však ze svého stereotypu vyrušen vzkazem na záznamníku, kde mu matka oznámila, že se s ním chce setkat, i přesto, že se s ní Uria Adam již dávno rozloučil po jejím odchodu v jeho dětství. Během následujících tří dní po obdržení vzkazu se hlavní hrdina ponoří do svých myšlenek, kde se obrací ke svému dětství a vzpomíná na dobu před i po odchodu matky. Uria Adam celý život řídil heslem: Samota je osudem každého z nás.
Spisovatelka vložila do knihy kontrastní postavu Uriovy přítelkyně, která je naopak velmi ambiciózní a obdivovaná lékařka pracující na chirurgii. Ač se to hlavnímu hrdinovi zdá nemožné, jeho přítelkyně je jeho matce velice podobná. Ze vzpomínek můžeme usoudit, že jediná osoba, která Uriu skutečně miluje, je jeho babička, která je však po mozkové mrtvici upoutána na lůžko. Právě tento fakt utvrzuje Uriu v jeho myšlence, že pocit samoty nemůže nikdo obejít.
Román je zasazen do současného Izraele, avšak autorka se snažila vymanit ze zařazení do tzv. náboženského literárního proudu, proto není děj románu vázán na žádnou náboženskou ideologii. Mira Magen využila v knize své dlouholeté zkušenosti získané při práci zdravotní sestry, proto je právě toto prostředí velmi autenticky popisováno.
I v tomto díle se autorka nevyhnula opakujícímu se motivu svých knih, kdy opět zdůrazňuje vztah mezi mužem a ženou, avšak více než na rozdíly vnímání obou pohlaví apeluje na jejich podobnost. 